# پیتر ببیاک
پیتر ببیاک (انگلیسی: Peter Bebjak; ۱ سپتامبر ۱۹۷۰ – ) بازیگر، کارگردان، تهیه‌کننده و نویسنده اهل کشور اسلواکی است. در سال ۲۰۰۱ و همراه با راستیسلاو شستاک، شرکت DNA Production را تأسیس کرد.